# Горохов Сергій Олександрович
Сергій Олександрович Горохов (* 20 грудня 1974р., м. Луганськ;) — Народний депутат України, член Партії регіонів.

## Освіта
У 1988 р. — Луганський державний медичний університет.
У 2011 р. — Національна академія державного управління при Президентові України, спеціальність — магістр державного управління.

## Трудова діяльність
З 1998 по 1999рр. — проходив інтернатуру. Після закінчення інтернатури працював лікарем у Станично-Луганської районної лікарні.
2003р. — менеджер по розширенню ринків збуту ЗАТ "Луганське спеціалізоване підприємство протипожежної автоматики і охоронної сигналізації" Спецавтоматика ".
З 2003 — 2007рр. — директор з виробництва ЗАТ "Луганське спеціалізоване підприємство протипожежної автоматики і охоронної сигналізації" Спецавтоматика ".
З 2007р. — генеральний директор ПрАТ "Луганське спеціалізоване підприємство протипожежної автоматики і охоронної сигналізації" Спецавтоматика "ТМ" МАРШАЛ".

## Політична діяльність
У 2010 р. — був обраний депутатом Луганської обласної ради від Партії регіонів, член комісії з питань промислової політики, підприємництва, екології та ЖКГ Луганської обласної ради.
На парламентських виборах 2012 р. був обраний народним депутатом України від Партії регіонів по одномандатному мажоритарному виборчому округу № 105. За результатами голосування отримав перемогу набравши 59,70 % голосів виборців.
Заступник голови Комітету Верховної Ради з питань промислової та інвестиційної політики.
16 травня 2014 року стало відомо, що проти Сергія Горохова було розпочато кримінальне провадження Луганською обласною прокуратурою за ознаками закликів до порушення територіальної цілісності України.